# تخلیه از افغانستان (۲۰۲۱)
در حین خروج نیروهای ناتو از جنگ در افغانستان و هجوم طالبان در اوت ۲۰۲۱، تلاش‌های گسترده‌ای برای تخلیهٔ شهروندان خارجی و آسیب‌پذیر افغان در افغانستان راه اندازی شد. پس از سقوط کابل در ۱۵ اوت ۲۰۲۱ و فروپاشی جمهوری اسلامی افغانستان، تنها مسیر برای خروج از کشور فرودگاه بین‌المللی حامد کرزی بود که در دست طالبان نبود و توسط چندین هزار سرباز ناتو محافظت می‌شد.
اگر چه برخی از کشورها قبلاً تلاش‌هایی برای تخلیه در مقیاس کوچک در ماه‌های منتهی به اوت ۲۰۲۱ آغاز کرده بودند، مانند «عملیات پناه به متحدان» و «عملیات پیتینگ» بریتانیا، دولت افغانستان به‌طور قابل توجهی زودتر از پیش‌بینی‌های برآورده‌شده فروپاشید و تلاش‌های تخلیه به‌طور قابل توجهی فوری‌تر شد. چندین کشور عملیات تخلیه جدید را راه اندازی کردند همانند «عملیات دوی شاکتی» از هند.
بین ۱۴ اوت و ۲۵ اوت ایالات متحده حدود ۸۲٬۳۰۰ نفر را از فرودگاه بین‌المللی حامد کرزی تخلیه کردند. در مجموع بیش از ۱۲۲٬۰۰۰ نفر توسط کشورهای جهان غرب از ۱۵ تا ۳۰ اوت ۲۰۲۱ به خارج از افغانستان انتقال داده شدند.